# نادي تنريفي لكرة السلة
نادي تنريفي لكرة السلة (بالإسبانية: Tenerife Club de Baloncesto)‏ هو فريق كرة سلة إسباني تأسس في سنة 1996 يقع في تيغيستي.

## أبرز اللاعبين
- خورخي راكا
- خوسيه أنخيل أنتلو
- ناتشو يانيز
- غوستافو أيون
- أشرف أمايا